# Myopites longirostris
Myopites longirostris es una especie de insecto del género Myopites de la familia Tephritidae del orden Diptera.

## Historia
Friedrich Hermann Loew la describió científicamente por primera vez en el año 1846.